# Aedes kenyae
Aedes kenyae är en tvåvingeart som beskrevs av Someren 1946. Aedes kenyae ingår i släktet Aedes och familjen stickmyggor.
Artens utbredningsområde är Kenya. Inga underarter finns listade i Catalogue of Life.